# Linders bank
Linders bank (finska: Lindeninsanta)  är en ö i Finland. Den ligger i Bottenhavet och i kommunen Björneborg i den ekonomiska regionen  Björneborgs ekonomiska region i landskapet Satakunta, i den sydvästra delen av landet. Ön ligger omkring 10 kilometer nordväst om Björneborg och omkring 240 kilometer nordväst om Helsingfors.
Öns area är 9,2 hektar och dess största längd är 0,8 kilometer i öst-västlig riktning.